# Sérgio, o General
Sérgio, o General (em armênio: Սարգիս Զորավար; romaniz.: Sargis Zoravar; morreu em 362/3) foi um general grego da Capadócia reverenciado como mártir e santo militar na Igreja Apostólica Armênia e na Igreja Assíria do Oriente. Sua festa não é fixa, e ocorre entre 11 de janeiro e 15 de fevereiro, cinco dias após a festa dos cetacúmenos. Não deve ser confundido com Sérgio, o companheiro de Baco martirizado no Império Romano no início do século IV. Sérgio era um general (estratelata) no exército romano estacionado na Capadócia. Foi ao exílio no Império Sassânida durante o reinado do imperador Juliano (r. 361–363). Lá, caiu em desgraça com o xainxá Sapor II (r. 309–379) e foi morto junto com seu filho, Martírio, durante a Perseguição de Quarenta Anos de Sapor.

## Hagiografia
A História da Vida de São Sérgio, o General(em armênio: Պատմութիւն վարուցսրբոյն Սարգսի զօրավարի; romaniz.: Patmut'iwn varuc'srboyn Sargsi zōravari), o principal relato da vida e martírio de Sérgio e seu filho Martírio, foi encomendado pelo católico Narses IV, o Gracioso (r. 1166–1173). De acordo com seu próprio relato, Narses recebeu um pedido de Gregório Tuteordi, um monge do Mosteiro de Halpate, para um relato da vida do santo porque os georgianos estavam questionando as origens do santo. Narses então obteve uma tradução armênia de uma vida siríaca do mosteiro de Mor Bar Sauma em Melitene. Narses fez algumas pequenas emendas a este texto e o enviou a Gregório. A proeminência da providência sobrenatural e divina sugere que a História, como chegou até nós, se origina muito depois dos eventos que ela narra supostamente terem ocorrido.

## Vida

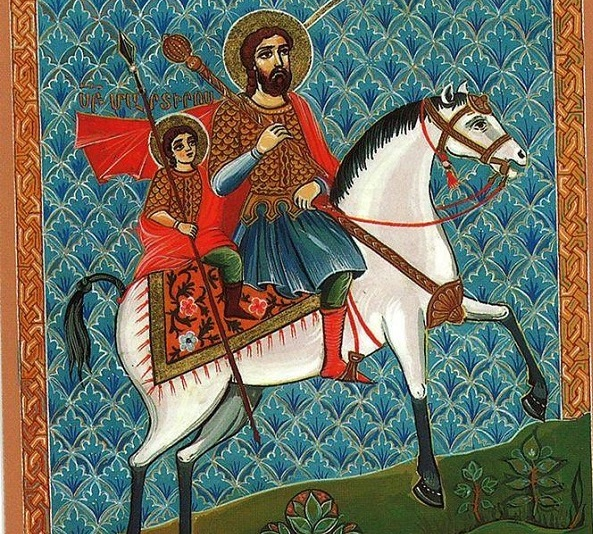
São Sérgio e São Martírio a cavalo

Sérgio era um grego da área da Capadócia, na Anatólia. Alega-se que serviu nas fileiras do exército romano durante o reinado do imperador Constantino I (r. 306–337), e sua bravura lhe rendeu a posição de general. Ele tinha a reputação de possuir piedade, fé e valor, e usou sua posição para promover o crescimento espiritual, ensinando o evangelho e encorajando a construção de igrejas. Quando Juliano (r. 361–363) se tornou imperador, os pagãos perseguiram os cristãos e destruíram igrejas. Sérgio demonstrou profunda preocupação com esses eventos e orou por uma solução. Dizem que Jesus apareceu a Sérgio e proferiu as palavras: "É hora de tu deixares teu país e teu clã, como fez Abraão, o Patriarca, e ir para um país que lhe mostrarei. Lá tu receberás a coroa da justiça preparada para ti." Sérgio então abandonou o Império Romano e se dirigiu ao Reino da Armênia sob a proteção rei. A História menciona Tigranes VII (r. 339–350), que é anacrônico nesse contexto. De todo modo, alega-se que Juliano e seu exército avançaram em direção a Antioquia, na Síria, onde massacrou cristãos. Tigranes então pediu que Sérgio e seu filho Martírio deixassem a Armênia rumo ao Império Sassânida.
O xainxá Sapor II (r. 309–379), ao ouvir sobre a reputação de Sérgio como comandante militar habilidoso, nomeou-o para comandar o exército sassânida. Sérgio deu crédito a Deus por suas vitórias militares, que incluíam afastar as tropas de Juliano, impedindo sua entrada no império de Sapor. Alguns dos soldados de Sérgio foram batizados por padres que viajavam com o exército, mas alguns que não foram batizados foram até Sapor II e lhe contaram que Sérgio estava se rebelando contra os iranianos em decorrência de suas crenças religiosas. O xainxá ordenou que o general, seu filho e os soldados recém-batizados fossem ao palácio honrar os deuses zoroastristas. Sérgio se recusou a atender à ordem de Sapor, alegando que só adoraria Deus. O xainxá o repreendeu e o general respondeu cuspindo no rosto do rei e derrubando os ídolos. Furioso, Sapor executou Martírio na frente de Sérgio como punição. Sérgio foi preso e teve sua execução decretada. No dia da execução, Sérgio orou e supostamente um anjo desceu dos céus e disse: "Sejas forte. Não temas os assassinos do teu corpo; pois a porta do Reino dos Céus está aberta para ti." A aparição angelical levou à conversão de muitos dos presentes e Sérgio fez um último apelo para que as pessoas aceitassem Jesus antes de ser morto.